# Costituzione della Repubblica di Polonia
La Costituzione della Repubblica di Polonia (Konstytucja Rzeczypospolitej Polskiej) del 2 aprile 1997 è l'attuale costituzione della Polonia. Ha sostituito gli emendamenti temporanei posti in essere nel 1992, studiati apposta per annullare gli effetti del comunismo e ponendo le basi per una "nazione democratica governata dalla legge che implementasse i principi di giustizia sociale". La Costituzione è stata adottata dall'Assemblea Nazionale della Polonia (Zgromadzenie Narodowe) il 2 aprile 1997 ed è stata approvata da un referendum nazionale il 25 maggio 1997; è entrata in vigore il 17 ottobre 1997.
La Polonia ha avuto numerosi atti costituzionali durante la sua lunga storia. Storicamente, quella più significativa è stata la Costituzione Polacca di Maggio, adottata il 3 maggio 1791, ed è stata la prima costituzione moderna d'Europa.

## Attuale costituzione (1997)

### Il nuovo carattere della nazione
I cinque anni successivi al 1992 trascorsero nel dialogo sul nuovo carattere della Polonia. La nazione era mutata significativamente dal 1952, quando era stata istituita la Costituzione della Repubblica Popolare di Polonia. Era necessario un nuovo consenso su come riconoscere le varie parti della storia polacca: la trasformazione da sistema mono-partitico al sistema multi-partitico e dal socialismo verso il libero mercato, la nascita del pluralismo nella cultura storicamente cattolica della Polonia.

### Rifiuto del vecchio
Il comportamento riguardo al passato fu articolato nel preambolo, in cui i cittadini polacchi stabilivano una Repubblica "Richiamando le migliori tradizioni della Prima e della Seconda Repubblica, obbligati a trasmettere alle generazioni future tutto il meglio di oltre mille anni di storia, memori delle amare esperienze dei momenti in cui le libertà fondamentali e i diritti umani vennero violati in Patria...".
Molti articoli vennero scritti appositamente per rettificare gli sbagli dei governi precedenti. In risposta alla collettivizzazione dell'epoca comunista, l'Articolo 23 stabilsce che le fattorie familiari sono la base dell'economia dell'agricoltura. L'Articolo 74 impone ufficiali dello stato per svolgere le azioni di polizia; gli Articoli 39 e 40 proibiscono la pratica della sperimentazione medica forzata, proibiscono la tortura e le punizioni corporali, mentre i numeri 50 e 59 riconoscono l'inviolabilità del domicilio, il diritto a formare unioni lavorative e lo sciopero.

### Tradizione contro pluralismo
Le persone coinvolte nella redazione del documento non erano interessate a creare una Polonia de facto cattolica. Furono concessi diritti alla Chiesa, per proteggere la morale comune; ad esempio, nell'Articolo 18 al matrimonio è assegnato il compito di protezione dello Stato, e nell'Articolo 53 vengono protette la libertà di religione e l'educazione religiosa.
Il preambolo enfatizza la libertà di religione o la laicità: "Noi, la Nazione Polacca - tutti i cittadini della Repubblica, sia quelli che credono in Dio come fonte di verità, giustizia, bene e bellezza, ed anche quelli che non condividono tale fede ma rispettano quei valori universali che vengono da altre fonti...". L'Articolo 25 dà ulteriore protezione, quella pubblica e ufficiale: "dovrà essere imparziale nelle materie di convinzione personale, religiosa o filosofica, o in relazione alla visione della vita, e dovrà assicurare la libertà di espressione all'interno della vita pubblica."
Tra gli altri aspetti ci sono l'affermazione dell'eguaglianza politica dell'uomo e della donna (Articolo 32) e l'affermazione della libertà delle minoranze etniche per portare avanti lo sviluppo delle proprie culture (Articolo 35).

### Preambolo
Riguardo all'esistenza e al futuro della nostra Patria

Che si è riconquistata, nel 1989, la possibilità di una determinazione sovrana e democratica del proprio destino

Noi, la Nazione Polacca - tutti cittadini della Repubblica,

Sia quelli che credono in Dio come sorgente di verità, giustizia, bene e bellezza,

Sia quelli che non condividono tale fede, ma rispettano quei valori universali che vengono da altre fonti,

Eguali nei diritti e negli obblighi verso il bene comune, la Polonia,

Legati ai nostri antenati per le loro opere, le loro battaglie per l'indipendenza raggiunta con grande sacrificio, per la nostra cultura che affonda le radici nella cultura cristiana della Nazione e nei valori umani universali,

Richiamando le migliori tradizioni della Prima e della Seconda Repubblica,

Obbligati a lasciare alle generazioni future il meglio della storia millenaria,

Legati nella comunità con i nostri compatrioti sparsi nel mondo,

Consci della necessità di cooperazione con tutte le nazioni per il bene della Famiglia Umana,

Consapevoli delle amare esperienze dei tempi in cui le libertà fondamentali e i diritti umani furono violati in Patria

Desiderando la garanzia dei diritti dei cittadini per sempre, e l'assicurazione della diligenza e dell'efficienza dell'opera dei corpi statali

Riconoscendo la nostra responsabilità nei confronti di Dio e delle nostre coscienze,

Stabiliamo con questo scritto la Costituzione della Repubblica di Polonia come legge fondamentale dello Stato, basata sul rispetto della libertà e della giustizia, della cooperazione tra i poteri statali, il dialogo sociale e il principio di sussidiarietà nel rafforzamento dei poteri dei cittadini e delle loro comunità.

Chiediamo a tutti coloro che applicheranno questa Costituzione per il bene della Terza Repubblica di farlo rispettando la dignità della persona, del suo diritto di libertà, dell'obbligo di solidarietà verso gli altri e del rispetto per questi principi come forte fondamento della Repubblica di Polonia.

## Costituzioni storiche

### Regno di Polonia e Confederazione Polacco-Lituana
Il primo grande privilegio fu assegnato a Košice da Luigi Andegavin il 17 settembre 1374. Per garantire il trono polacco alla figlia Jadwiga, acconsentì ad abolire tutte le tasse che la szlachta avrebbe dovuto pagare. Il Privilegio di Koszyce impedì anche al re di assegnare cariche ufficiali e i principali castelli polacchi a cavalieri stranieri, e lo obbligarono a pagare indennità ai nobili feriti e fatti prigionieri nelle guerre al di fuori dei confini polacchi.
I privilegi concessi da Ladislao II a Brześć Kujawski (25 aprile 1425), Jedlnia (4 marzo 1430) e Cracovia (9 gennaio 1433) introdussero o confermarono la regola nota come Neminem captivabimus nisi iure victum che impediva che un nobile fosse arrestato senza essere stato giudicato colpevole. Il 2 maggio 1447 lo stesso re concesse il Privilegio di Wilno, che assegnò ai boiardi del Granducato di Lituania gli stessi diritti posseduti dalla szlachta polacca.
Nel settembre e ottobre del 1454 Casimiro IV concesse i Privilegi di Cerkwica e Nieszawa, che impedirono al re di emettere nuove tasse, leggi o inviare nobili in guerra senza il consenso delle diete locali (sejmiki). Questi privilegi furono chiesti dalla szlachta come ricompensa per la partecipazione nella Guerra dei tredici anni. Come ricompensa per l'incursione (senza successo) in Moldavia che aveva decimato la nobiltà, Giovanni I Alberto concesse il Privilegio di Piotrków il 26 aprile 1496, che proibì ai servi di lasciare le terre dei loro padroni e agli abitanti delle città di acquistare terre.
Nella primavera del 1505 re Alessandro firmò una legge adottata dalla Dieta di Radom, conosciuta come Nihil novi nisi commune consensu ("Niente di nuovo senza l'accordo comune"). La legge Nihil novi trasferì il potere legislativo dal re alla Dieta (Sejm), il Parlamento polacco. Questa data segnò l'inizio della Prima Rzeczpospolita, il periodo della "repubblica" gestita dalla szlachta (nobiltà).
Fino alla morte di Sigismondo Augusto, l'ultimo re della dinastia Jagellonica, i re potevano solo essere eletti all'interno della famiglia reale. A partire dal 1573, invece, nella pratica ogni nobile polacco o ogni straniero di sangue reale poté diventare il monarca polacco-lituano. Ogni re neoeletto doveva firmare due documenti: il Pacta Conventa ("Patti convenuti"), una conferma delle promesse effettuate dal re prima delle elezioni, e gli articoli enricani (artykuły henrykowskie, chiamati come il primo re liberamente eletto, Enrico di Valois). L'ultimo documento fungeva da costituzione virtuale della Polonia e conteneva le leggi base della Confederazione:
- elezione libera del Re;
- tolleranza religiosa;
- riunione della Dieta ogni due anni;
- politica estera controllata dalla Dieta;
- cariche ufficiali ristrette alla nobiltà polacca e lituana;
- imposizione di tasse e monopoli solo da parte della Dieta;
- diritto dei nobili a disobbedire al re in caso di sua violazione di una di tali leggi.

Nel XVIII secolo l'introduzione delle Leggi Cardinali del 1768 costituì un passo importante verso la codificazione della legge polacca esistente.

### La Costituzione di Maggio, 1791

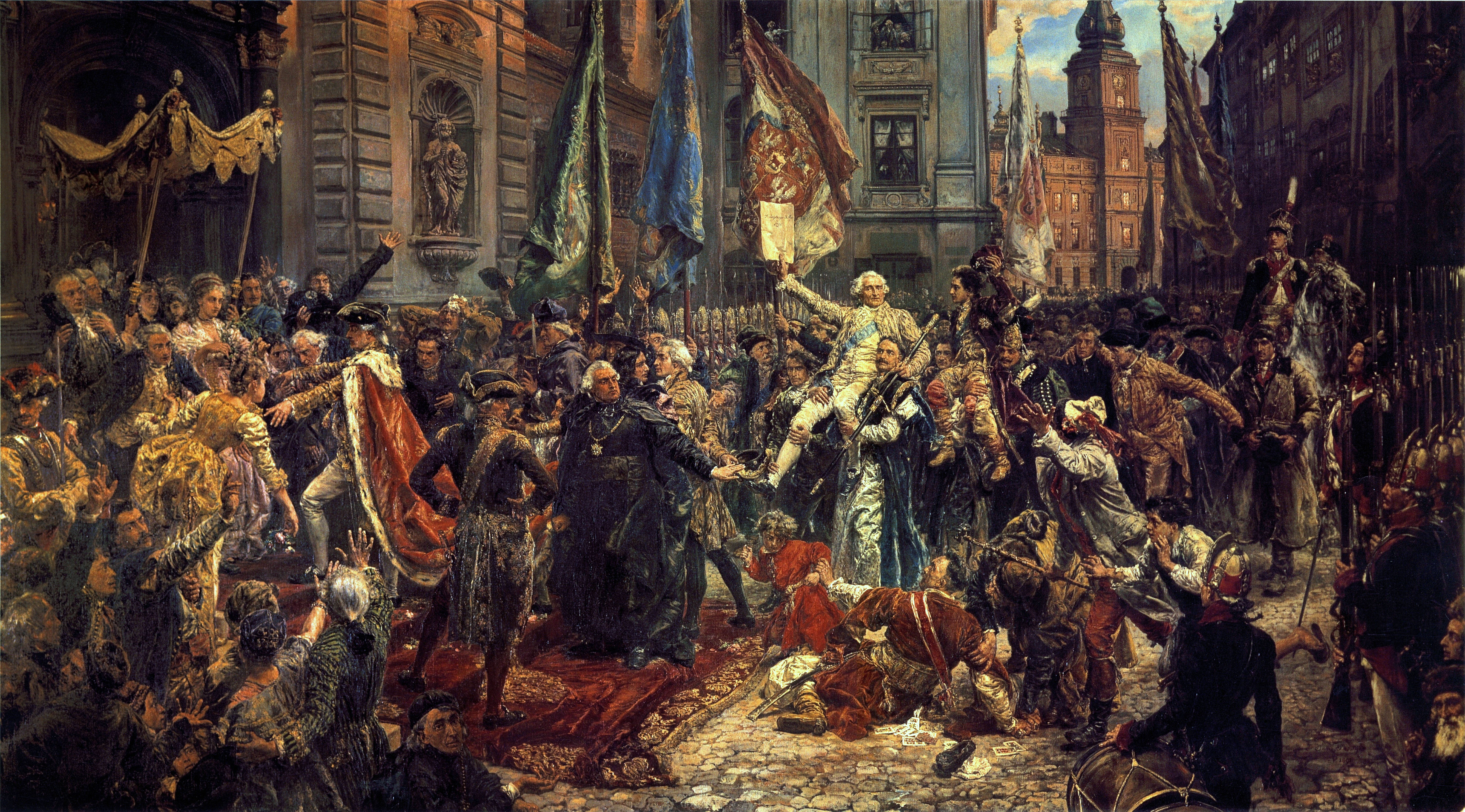
Costituzione del 3 maggio (dipinto di Jan Matejko, 1891). Re Stanislao Augusto (a sinistra, nel mantello di ermellino), entra nella Cattedrale di San Giovanni Battista a Varsavia, dove i deputati del Sejm giureranno di attenersi alla nuova Costituzione; sullo sfondo, il Castello Reale di Varsavia, dove la Costituzione è appena stata adottata.

La Costituzione del 3 maggio 1791 (in polacco: Konstytucja Trzeciego Maja) è ritenuta essere la prima costituzione moderna nazionale codificata dell'Europa. Fu istituita con un atto del governo (polacco: Ustawa rządowa) adottato in quella data dal Sejm della Confederazione Polacco-Lituana. Fu pensata per riprogrammare le mancanze politiche della federazione polacco-lituana, e la sua libertà dorata. La Costituzione introdusse l'uguaglianza politica tra la gente delle città e la nobiltà (szlachta) e pose i contadini sotto la protezione del governo, mitigando gli abusi della schiavitù. La Costituzione abolì le istituzioni parlamentari pericolose, come il liberum veto, che aveva posto il Sejm alla mercé di ogni deputato, che poteva scegliere, o essere ricattato da altri, di annullare tutte le leggi approvate dal Sejm stesso. La Costituzione del 3 maggio cercò di soppiantare l'anarchia esistente con una monarchia costituzionale democratica ed egualitaria.
L'adozione di questa Costituzione provocò l'ostilità degli stati vicini alla Confederazione Polacco-Lituana. Nella guerra in difesa della Costituzione, la Polonia fu tradita dall'alleato prussiano Federico Guglielmo II e fu sconfitta dalla Russia imperiale di Caterina la Grande, alleata con la Confederazione di Targowica, un'unione di magnati polacchi che si era opposta alle riforme che avrebbero diminuito la loro influenza. Nonostante la sconfitta e a successiva seconda spartizione della Polonia, la Costituzione del 3 maggio influenzò i successivi movimenti democratici nel mondo. Rimase, dopo la scomparsa della Repubblica polacca nel 1795, nei successivi 123 anni di divisione della Polonia, un punto fermo nella battaglia per ricostruire la sovranità polacca. Nelle due parole di due dei suoi coautori, Ignacy Potocki e Hugo Kołłątaj, fu "l'ultima volontà e il testamento della Madrepatria morente".

### XIX secolo
- Ducato di Varsavia, 1806[2][3]
- Regno di Polonia, 1815
- Repubblica di Cracovia, 1815

## Periodo interbellico
La Seconda Repubblica di Polonia ebbe tre costituzioni; queste furono, in ordine cronologico:
- Piccola Costituzione (1919)
- Costituzione di Marzo (1921)
- Costituzione di Aprile (1935).

## Periodo post-bellico fino al 1989
Dopo la seconda guerra mondiale, i comunisti polacchi, spinti dall'Unione Sovietica, presero il controllo sul governo polacco e introdussero una loro costituzione. Il ordine cronologico le costituzioni introdotte furono:
- Manifesto di Luglio (Manifesto del PKWN), 1944
- Piccola Costituzione, 1947
- Costituzione della Repubblica Popolare di Polonia, 1952.

## Dal 1989
Prima dell'attuale Costituzione del 1997, la nazione era governata dalla Piccola Costituzione del 1992, che aveva modificato i principali articoli della Costituzione della Repubblica Popolare Polacca ed aveva formato le basi dello Stato polacco dal 1992 al 1997.